# تورگای اوزاتای
تورگای اوزاتای (ترکی استانبولی: Turgut Özatay; ۳۰ دسامبر ۱۹۲۷ – ۲۶ ژوئن ۲۰۰۲) هنرپیشه اهل ترکیه بود. او در دوران فعالیت حرفه‌ای خود در بیش از ۲۲۵ فیلم حضور داشته است.